# 良岑玄理
良岑 玄理（よしみね の げんり、生没年不詳）は、平安時代初期の貴族。別名・椋橋玄理。六歌仙の一人とされる遍照僧正（良岑宗貞）の四男で、良岑恒則の父。尾張国丹羽郡郡司。

## 人物
玄理は、六歌仙の一人として知られる遍照僧正の子に生まれる。
「玄理」の読み方には諸説あり、「玄理=はるとし」と読む説もあるが、これは兄の素性の俗名の読みとの混同を指摘される。『寛政重修諸家譜』にはその読みを「げんり」とされている。
玄理の子孫である良岑高成（上総守）は、良岑氏流前野氏の始祖・前野高長の父である。高成の娘で高長の妹にあたる人物は平忠盛の側室となり、平忠度を生んだとされている。
良岑氏は桓武天皇と百済永継の子である良岑安世を祖とする氏族 で、種別としては皇別に分類される。本貫は山城国で、後裔には児玉丹羽氏や良岑氏流前野氏などがある。また玄理は良岑安世の孫で、桓武天皇の曾孫にあたる。

## 系譜
- 父：良岑宗貞
- 母：不詳(一説に伴国道の娘)
- 妻：外従五位下　尾張清海の娘
  - 男子：良岑恒則

良岑氏系図